# Blăskovți, Veliko Tărnovo
Blăskovți (în bulgară Блъсковци) este un sat în comuna Elena, regiunea Veliko Tărnovo,  Bulgaria. 

## Demografie
Componența etnică a satului Blăskovți
     Bulgari (75%)
     Nicio identificare (25%)
     Altele (0%)
La recensământul din 2011, populația satului Blăskovți era de 12 locuitori. Din punct de vedere etnic, majoritatea locuitorilor (75,0%) erau bulgari. Pentru 25,0% din locuitori nu este cunoscută apartenența etnică.